# Rugby a 15 nel 1995

## Il professionismo
Sin dal 1871, il Rugby union si era basato su un regolamento che esplicitamente vietava il professionismo diretto o indiretto. Pur con qualche ipocrisia, tale regola aveva retto, malgrado la scissione della Rugby league alla fine dell'Ottocento. Ora, minacciata sempre più dalla National Rugby League australiana, la bandiera del dilettantismo viene ammainata e viene ammesso il professionismo.
A favorire questo la spettacolarizzazione e la diffusione del rugby in TV. Così, all'indomani della coppa del mondo, l'International Board abroga la norma sul dilettantismo e segna lo spartiacque tra passato e futuro.
Sarà una decisione che muterà il volto del rugby, ponendo fine all'epoca dei grandi tour e minacciando anche l'esistenza di realtà storiche come i British and Irish Lions e i Barbarians.

## Cronologia degli eventi principali
10 marzo: superando il Canada 29-26, l'Argentina conquista la prima edizione del campionato Panamericano
18 marzo: superando la Scozia, l'Inghilterra conquista il suo terzo Grande Slam in cinque anni. Delude il Galles, detentore del titolo, che è sconfitto in tutti i match.
aprile - maggio: intenso programma di test in vista della Coppa del mondo. L'Australia supera facilmente un'Argentina ancora lontana dai fasti degli anni '80. Nessun problema neppure per la Nuova Zelanda, contro il Canada. La Francia soffre ma vince a Bucarest con la Romania. Ma è l'Italia la grande sorpresa. A Treviso, supera l'Irlanda, conquistando la sua prima vittoria ufficiale contro una squadra del Cinque Nazioni.
27 maggio: con lo spareggio tra Belgio e Repubblica Ceca si chiude un'annata interlocutoria per i tornei della FIRA. Assenti per gli impegni pre-mondiali Italia, Francia e Romania, il torneo 1994-95 è servito come qualificazione per altre 7 squadre all'edizione successiva.
29 luglio: vincendo anche il secondo test in Australia, la Nuova Zelanda si aggiudica la Bledisloe Cup
8 ottobre: successo Argentino (l'ennesimo) nel Campionato sudamericano
21 ottobre: superando l'Argentina a Buenos Aires, la Francia si aggiudica la prima edizione della Coppa Latina. L'Italia termina terza, davanti alla Romania.
novembre: la Nuova Zelanda e la Francia danno vita a due match intensi. Nel primo i Francesi si impongono a sorpresa, salvo poi cedere nettamente nel secondo sotto la furia di Jonah Lomu. Contemporaneamente il Sudafrica campione del Mondo supera l'Inghilterra a Twickenham.

## Riepilogo dei Tour
Nel 1995, il programma dei tour di metà anno è notevolmente ridotto a causa della programmazione della Coppa del Mondo di rugby  nel mese di maggio-giugno. Alcune squadre ne approfittano per inviare in tour le seconde linee.

### I Barbarians
Nel 1995 l'attività dei Barbarians si snoda anche attraverso uno special tour a settembre-ottobre
| Northampton 8 marzo 1995 | East Midlands | 19 – 56 | Barbarians |  |

| Leicester 27 dicembre 1995 | Leicester Tigers | 51 – 25 | Barbarians | (Welford Road) |

## La Nazionale italiana
1. ↑  Tale incontro ebbe doppia valenza ufficiale, in quanto valido per la Coppa FIRA 1995/97.

## Campionati nazionali
- Africa:

| Sudafrica | Currie Cup        | Natal           |
|           | Club Championship | Pretoria Police |

- Oceania:

| Nuovo Galles del Sud | Shute Shield                     | Gordon                   |
| Queensland           | Premier Rugby                    | Souths                   |
| Australia            | Interstate                       | New South Wales Waratahs |
| Nuova Zelanda        | National Provincial Championship | Auckland                 |

- Americhe:

| Argentina   | "Argentino de Mayores" | Córdoba           |
|             | Camp. di Buenos Aires  | La Plata          |
|             | Nacional de Clubes     | C.A.S.I.          |
| Brasile     | Campionato             | Bandeirantes (SP) |
| Canada      | Campionato Provinciale | Ontario           |
| Stati Uniti | Campionato             | Potomac           |

- Asia:

| Giappone | Campionato | Kobe steel |

- Europa:

| Irlanda     | All Ireland league       | Shannon              |
| Irlanda     | Interprovinciale         | Munster              |
| Galles      | Campionato               | Cardiff RFC          |
|             | WRU Challenge Cup        | Swansea RFC          |
| Inghilterra | Coppa                    | Bath Rugby           |
|             | Campionato delle Contee  | Warwickshire         |
|             | Campionato               | Leicester Tigers     |
| Francia     | Campionato               | Stade Toulousain     |
|             | Challenge du Manoir      | Stade Toulousain     |
| Italia      | Coppa                    | Amatori Milano       |
|             | Campionato               | Amatori Milano       |
| Scozia      | Campionato dei distretti | Exiles (Anglo-Scots) |
|             | Campionato               | Stirling Co.         |
| Georgia     | Campionato               | Aia                  |
| Portogallo  | Campionato               | Cascais              |
|             | Coppa                    | Academica Coimbra    |
| Romania     | Campionato               | Farul Costanza       |
| Russia      | Campionato               | Krasny Yar           |
| Spagna      | Spagna (Copa del Rey)    | Ciencias Siviglia    |
|             | Campionato               | Arcquiteura Madrid   |